# 蕭言中
蕭言中（1965年7月6日—2023年11月18日）是台灣的漫畫家、舞台劇編劇、節目主持人，法文名Loïc。血型O型。復興商工美工科畢業。自1984年开始发表漫画。其作品《笨贼一箩筐》被朱德庸、敖幼祥一起推荐，也是继蔡志忠、朱德庸之后第三个到北京出版的台湾漫画家。与敖幼祥、蔡志忠、朱德庸并齐「台湾四大漫画才子」。曾参演过屏风表演班的《莎姆雷特》、《三人行不行》等舞台剧。被叫“笨贼之父”。被读者冠以“单幅漫画第一人”。

## 人物
1985年蕭言中於時報文化出版漫畫作品《童話短路》、《Rocky弱雞》後累積出版三十餘部的漫畫創作，其中《童話短路》曾創下五十萬本銷售紀錄。蕭言中多元涉足各種領域，除了舞台劇、主持外，也曾和歌手陳昇合唱3首歌，並曾擔任陳昇跨年演唱會的導演。曹蘭歌曲〈白雪壞公主〉由蕭言中填詞、紀宏仁作曲。

## 簡歷
- 1965年出生，學生時期常因為塗鴉而遭到責罰，曾將人物塗成綠色後辯解其為外星人。後來就讀復興商工美工科畢業。
- 1984年參加《中國時報》全國漫畫大擂台，受到《中國時報》的看重。
- 1985年出道，於時報文化出版漫畫作品《童話短路》，以輕髮幽默的風格創造出銷售佳績，曾在採訪中提及童話故事自幼耳熟能詳，「將童話中的任何一個點，比如時間、人物某方面的性格稍做改變，整個故事就不一樣了！」。
- 1987年成立「糖果屋默劇團」，以默劇的方式表演兒童話劇，編導有作品《魔鏡的蒼蠅日記》、《白雪壞公主》、《聖誕老公公浩劫餘生記》等多部舞台劇。
- 1994年和陳昇合作進錄音室錄製歌曲《Last Order》，收錄於陳昇《風箏》專輯。
- 2005年舉行《短路誕生20年》漫畫原稿展，於全台灣巡迴。[12]
- 2020年榮獲第11屆金漫獎特別貢獻獎。[13]
- 2022年於高雄市立美術館展出《夢河—陳昇╳黃志偉╳蕭言中三人展》。[14][15]
- 2023年11月18日，因大腸癌離世，享年58歲。[16]

## 作品一覧

### 漫畫作品
- 《童話短路》，時報文化，1-3集
- 《電影短路》
- 《動物畸談》，皇冠文化，ISBN 9573301210
- 《瘋狂日記》，ISBN 9571301728
- 《瘋狂日記(2)》，ISBN 957130378X
- 《神經界線》，ISBN 9571301027
- 《短路共和國》，ISBN 957130381X
- 《舊情綿綿》，ISBN 9571322997
- 《舊情綿綿(2)》，ISBN 9571303771
- 《笨賊一籮筐》，ISBN 9571307351
- 《騙我吧，魔鏡！》，格林文化，2001年11月1日，ISBN 9577454844
- 《小海豚Ree—活寶現身》，格林文化，2002年3月1日，ISBN 9577454984
- 《笨賊一籮筐Ⅱ》，格林文化，2006年12月4日，ISBN 9547459880
- 《黑綿羊俱樂部》，ISBN 9571323772
- 《要美不要命—整型‧整刑》
- 《Jungle Heart 叢林赤子心》
- 《短路發電廠》，有聲漫畫，元尊文化，1997年7月1日，ISBN 9578399065
- 《瘋狂日記1：動物畸談》，布克文化，2008年9月23日，ISBN 9789867010698

### 電視節目
- 超級旅行家，超級太陽台（主持）
- 漫話漫畫，廣電基金（主持）
- 溫泉鄉的詩歌，廣電基金（主持）
- 小海豚找媽媽，東森幼幼台（原創造型及編劇）
- 溫泉的故鄉，（男主角）

### 電視劇
- 1995年 中華民國公共電視台籌備委員會《溫泉家鄉》 飾林宗澤

### 舞台劇
- 1812某種演出，1986年
- 魔鏡的蒼蠅日記，編導
- 白雪壞公主，編導
- 聖誕老公公浩劫餘生記，編導
- 三人行不行2：城市之荒（演出）
- 巫婆不在家（演導）
- 彼得與狼（戲劇指導）
- 三國歷險記（編導）

### 其他
- 國立自然科學博物館吉祥物
- 有人問我關於愛情的事，與吳淡如合著
- 烏魯木齊大夫說，（作者侯文詠），插圖
- 頑皮故事集（作者侯文詠），2006年，插圖
- 1995年代言Swatch「睡眠」手錶系列，並繪製週邊商品
- 1997年代言中華航空
- 代言統一企業利樂包飲料「統一輕鬆小品」，於包裝上繪製單幅漫畫作品，為漫畫媒體創出一條新路
- 陳昇跨年演唱會來賓
- 為弱勢團體玻璃娃娃代言
- 2014年與王榮文、孫越、陳文茜、陳昇、陳碧涵、田秋堇共同擔任中華民國文化部臺灣故事島國民記憶庫行動大使
- 2021年繪製馬祖新村眷村文創園區「馬村5G動漫日」吉祥物「吉吉」

## 註解
1. ↑  臺北文創天空創意節. . The News Lens 關鍵評論網. 2018-08-13  [2023-11-18]. （原始内容存档于2023-11-18） （中文（臺灣））.
2. ↑  TVBS. . TVBS.   [2023-11-18]. （原始内容存档于2023-11-18） （中文（臺灣））.
3. ↑  . 腾讯网. 2006-02-08  [2015-02-03]. （原始内容存档于2015-02-27） （中文（中国大陆））.
4. ↑  . 腾讯网. 2006-02-08  [2015-02-03]. （原始内容存档于2015-02-27） （中文（中国大陆））.
5. ↑  . 腾讯网. 2006-02-08  [2015-02-03]. （原始内容存档于2015-02-27） （中文（中国大陆））.
6. 1 2  . 千龙网. 2006-02-08  [2015-02-03]. （原始内容存档于2015-02-27） （中文（中国大陆））.
7. ↑  . 东方文创. 2006-02-08  [2015-02-03]. （原始内容存档于2015-02-27） （中文（中国大陆））.
8. ↑  . 北京娱乐信报. 2006-02-08  [2015-02-03]. （原始内容存档于2015-02-27） （中文（中国大陆））.
9. ↑  . 东方网. 2006-02-08  [2015-02-03]. （原始内容存档于2015-02-27） （中文（中国大陆））.
10. ↑  . 网易. 2006-02-08  [2015-02-03]. （原始内容存档于2015-02-27） （中文（中国大陆））.
11. ↑  .   [2008-09-14]. （原始内容存档于2015-12-27）.
12. ↑  . www.ctwant.com. 2023-11-18  [2023-11-20]. （原始内容存档于2023-11-20） （中文（臺灣））.
13. ↑  中央通訊社. . 中央社 CNA. 2020-09-28  [2023-11-20]. （原始内容存档于2023-11-20） （中文（臺灣））.
14. ↑  . www.wowlavie.com.   [2023-11-20]. （原始内容存档于2023-11-20） （中文（繁體））.
15. ↑  . 高雄市立美術館.   [2023-11-20]. （原始内容存档于2023-11-20）.
16. ↑  中央通訊社. . 中央社 CNA. 2023-11-18  [2023-11-19]. （原始内容存档于2023-11-20） （中文（臺灣））.

## 外部連結
- 詠泉文創蕭言中簡介